# Ramadan Sobhi
Ramadan Sobhi Ahmed, född 23 januari 1997 i Kairo, är en egyptisk fotbollsspelare som spelar för Pyramids FC.

## Klubbkarriär
Den 12 juni 2018 värvades Sobhi av Huddersfield Town, där han skrev på ett treårskontrakt. Den 28 december 2018 lånades Sobhi ut till Al Ahly på ett låneavtal över resten av säsongen 2018/2019. Låneavtalet förlängdes senare även över säsongen 2019/2020.
I september 2020 värvades Sobhi av Pyramids FC.

## Landslagskarriär
Sobhi debuterade för Egyptens landslag den 14 juni 2015 i en 3–0-vinst över Tanzania, där han blev inbytt i den 67:e minuten mot Kahraba. I maj 2018 blev Sobhi uttagen i Egyptens trupp till fotbolls-VM 2018.
I december 2021 blev Sobhi uttagen i Egyptens trupp till Afrikanska mästerskapet 2021.